# Montatheris hindii
Montatheris hindii is een slang uit de familie adders (Viperidae).

## Naam en indeling
De wetenschappelijke naam van de soort werd voor het eerst voorgesteld door George Albert Boulenger in 1910. De soort behoorde lange tijd tot de geslachten Vipera, Bitis en Atheris, waardoor de verouderde wetenschappelijke namen in de literatuur worden gebruikt. De slang werd door Donald George Broadley in 1996 aan het geslacht Montatheris toegewezen en is tegenwoordig de enige vertegenwoordiger van deze monotypische groep.
De soortaanduiding hindii is een eerbetoon aan de verzamelaar van het holotype, een zekere S.L. Hinde.

## Verspreiding en habitat
De soort komt voor in delen van Afrika en leeft endemisch in Kenia. De habitat bestaat uitsluitend uit scrublands. De slang is gevonden tot een hoogte van 2700 tot 3800 meter boven zeeniveau.

## Beschermingsstatus
Door de internationale natuurbeschermingsorganisatie IUCN is de beschermingsstatus 'gevoelig' toegewezen (Near Threatened of NT).